# Kersentrilzwam
De kersentrilzwam (Ditangium cerasi) is een schimmel behorend tot de familie Sebacinaceae. Hij leeft als necrotrofe parasiet op dode takken. Hij is bekend van populieren (Populus) en Prunus.

## Kenmerken

### Uiterlijke kenmerken
Het vruchtlichaam is bekervormig, 5-20 mm in diameter en 3-8 mm hoog, roze tot steenrood van kleur, soms vervagen de verouderende exemplaren en worden ze bijna wit. Conidia worden sporadisch gevormd, samen met de ontwikkeling van de teleomorfe vorm van het vruchtlichaam. Ze worden gevormd op een kraterachtige anamorf met een diameter van 1 à 2 mm.

### Microscopische kenmerken
Hij heeft een monomitisch hyfensysteem. Hyfen zijn zonder ligamenten, verward of opstijgend en overvloedig bedekt met een olieachtige substantie. Trama-hyfen zijn dunwandig tot licht dikwandig, 1,5-4 μm, af en toe opgezwollen tot 5 μm. Dunwandige subhymeniumhyfen met een diameter van (1–) 1,5–3 μm. Hyfen in het hymenium talrijk, zwak of sterk vertakt. Hun apicale takken hebben een diameter van 1 à 2 μm. De basidia zijn meestal 4-, zelden 2-sterigma, omgekeerd eirond tot bijna bolvormig. Basidiosporen zijn nauw cilindrisch tot cilindrisch, licht tot duidelijk gebogen en meten 7,8–12,8 × 6,1–10 μm. Hyfen van anamorfe vruchtlichamen lijken op die van teleomorfen, maar vaak met verdikte wanden. Conidia zijn dunwandig, cilindrisch, voornamelijk licht of matig gebogen (sikkelvormig), 4,8–9,2 × 1,7–2,6 μm.

## Verspreiding
De kersentrilzwam wordt gevonden in Noord-Amerika, Europa en Azië. In Nederland komt hij zeer zeldzaam voor. 